# Rocío Delgado
Rocío Carla Delgado Gómez (* 21. Juli 1977 in Huesca) ist eine ehemalige spanische Freestyle-Skierin. Sie startete in der Disziplin Skicross.

## Werdegang
Delgado nahm im Januar 2006 in Les Contamines erstmals am Freestyle-Skiing-Weltcup teil, wobei sie den 16. Platz errang. Nachdem sie in der Saison 2006/07 zweimal im Europacup in der Sierra Nevada gewinnen konnte, erreichte sie in der Saison 2007/08 dort mit dem siebten Platz sowie in Chiesa in Valmalenco mit dem zehnten Platz ihre einzigen Top-Zehn-Platzierungen im Weltcup und zum Saisonende mit dem 16. Platz im Skicross-Weltcup ihr bestes Gesamtergebnis. Bei den Weltmeisterschaften 2009 in Inawashiro fuhr sie auf den 24. Platz. In der Saison 2009/10 wurde sie spanische Meisterin und belegte bei den Olympischen Winterspielen 2010 in Vancouver den 31. Platz. Zudem absolvierte sie im März 2010 in der Sierra Nevada ihren 29. und damit letzten Weltcup, welchen sie auf dem 19. Platz beendete.

## Erfolge

### Olympische Spiele
- 2010 Vancouver: 31. Platz Skicross

### Weltmeisterschaften
- 2009 Inawashiro: 24. Platz Skicross

### Weltcupwertungen
| Saison  | Gesamt | Gesamt | Skicross | Skicross |
| Saison  | Platz  | Punkte | Platz    | Punkte   |
| ------- | ------ | ------ | -------- | -------- |
| 2005/06 | 86.    | 7      | 19.      | 37       |
| 2007/08 | 65.    | 12     | 16.      | 96       |
| 2008/09 | 143.   | 1      | 45.      | 14       |
| 2009/10 | 104.   | 4      | 40.      | 40       |

### Weitere Erfolge
- 4 Podestplätze, davon 2 Siege im Europacup
- 1 spanischer Meistertitel (2010)